# Qui de nous deux (chanson)
Qui de nous deux est un single de -M- sorti le 13 janvier 2004, figurant sur l'album Qui de nous deux sorti le 24 novembre 2003.